# Château de San Giuseppe
Le château de San Giuseppe (en italien : Castello di San Giuseppe) est un château situé dans la commune de Chiaverano au Piémont en Italie.

## Histoire
Le château a eu une importance historique  pour les anciens Romains engagés dans la guerre contre les Salasses , en tant que point d'observation militaire depuis le sommet du mont Albagna, qui surplombe le lac Sirio. La zone est considérée comme l'un des plus anciens lieux de peuplement humain de la région environnante.
Le couvent homonyme de Saint-Joseph a longtemps accueilli divers ordres religieux. Fortifié par Napoléon Bonaparte, au  il devient XIXe siècle un lieu de rencontre pour des artistes et des écrivains tels qu'Arrigo Boito, Eleonora Duse et Giuseppe Giacosa, natif de la région.

## Galerie d'images

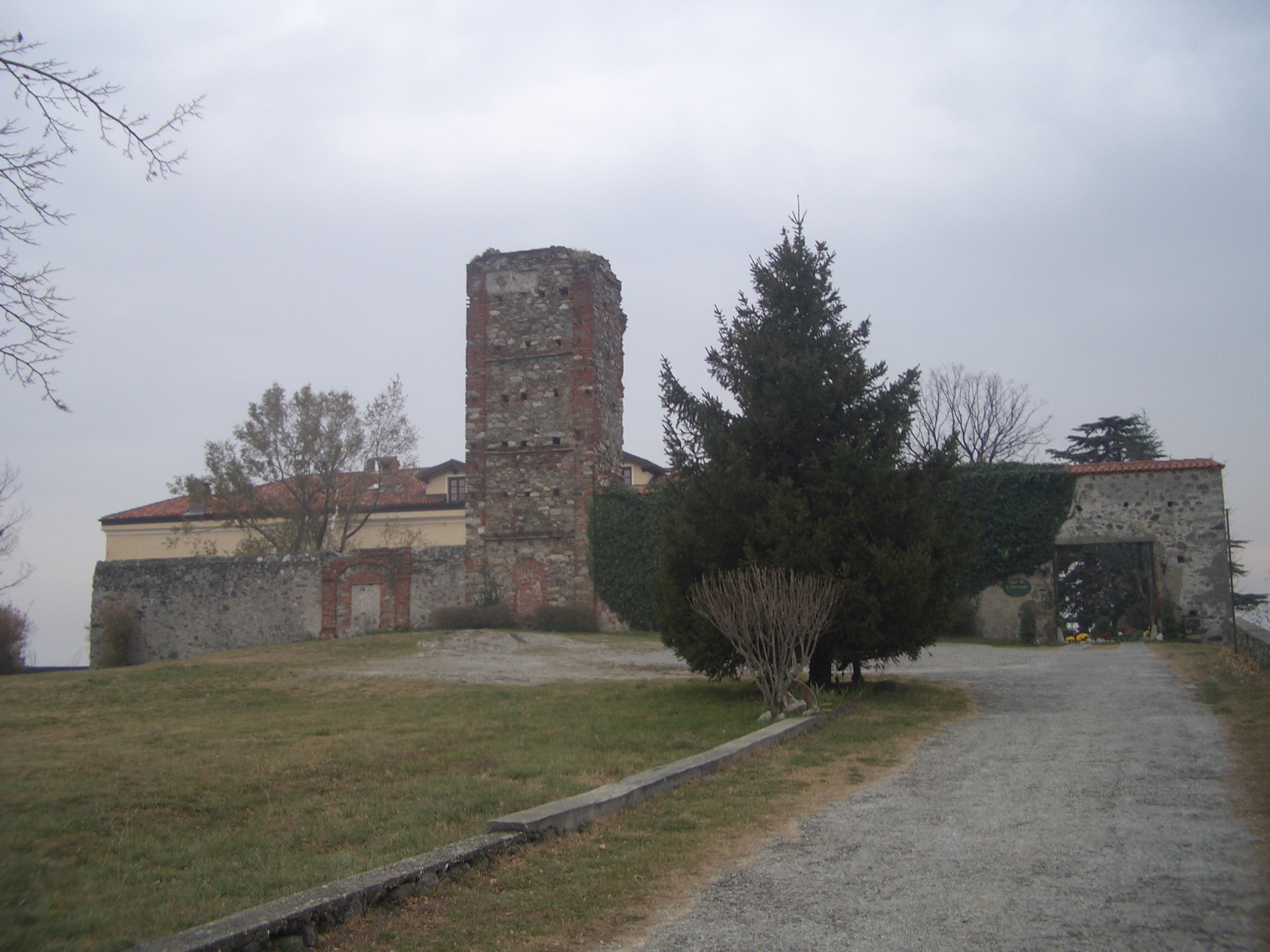
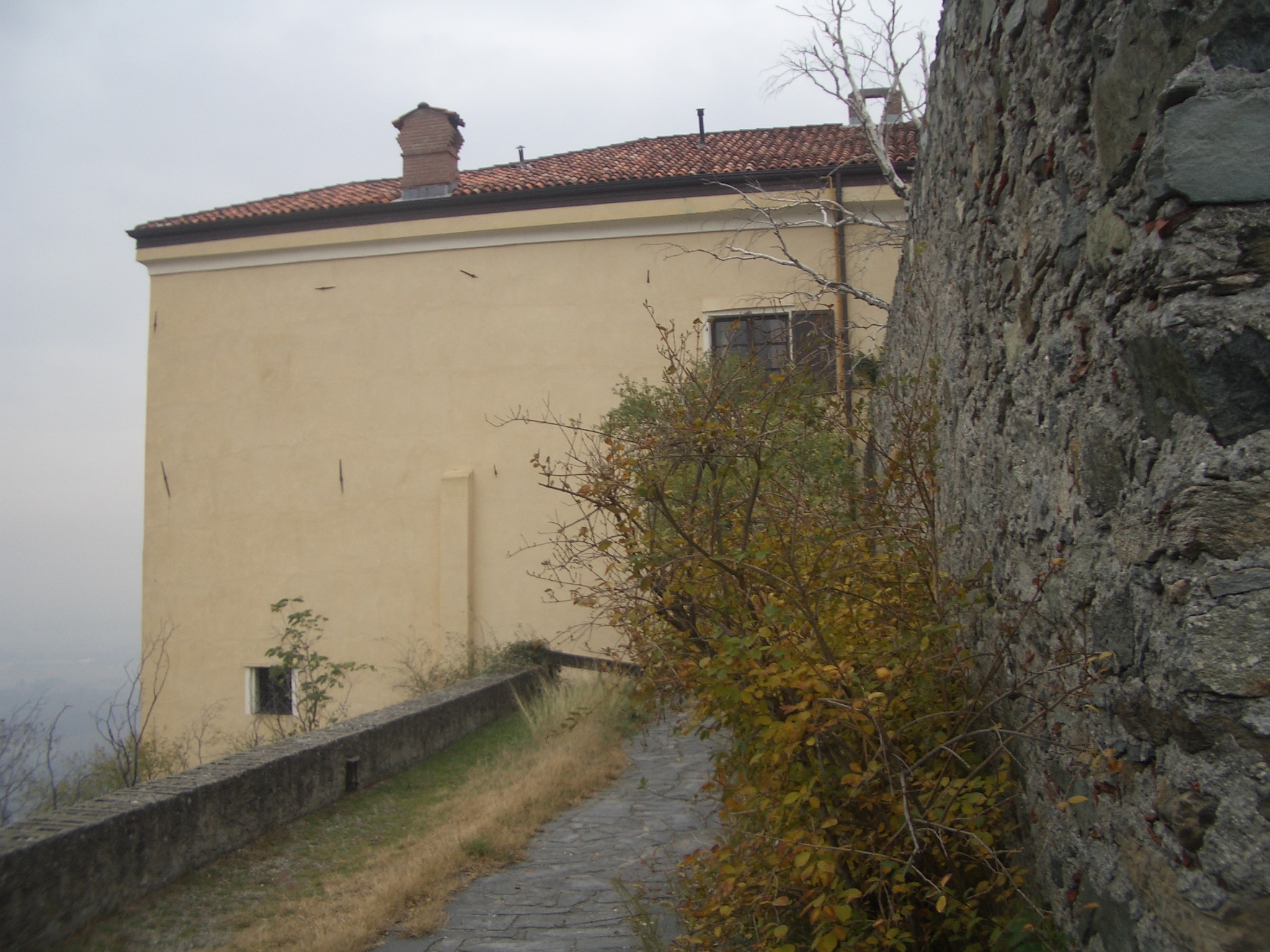
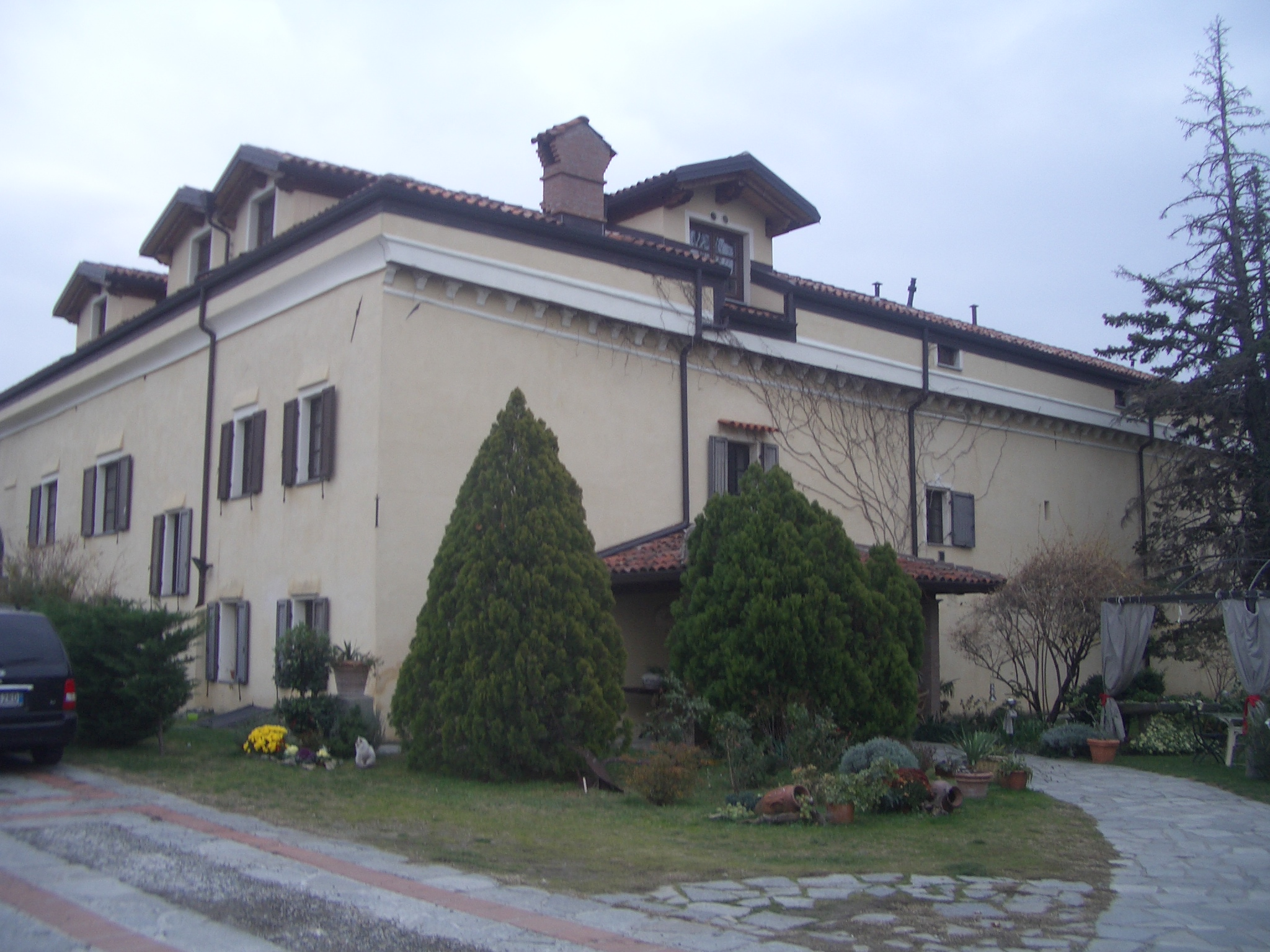